# 維拉諾 (喬治亞州)
維拉諾（英語：Villanow）是位於美國喬治亞州沃克縣的一個非建制地區。該地的面積和人口皆未知。

## 地理
維拉諾的座標為34°40′25″N 85°06′53″W / 34.67361°N 85.11472°W，而該地的平均海拔高度為273米（即896英尺）。